# TRY UNITE!/Hello!
«TRY UNITE!/Hello!», decimosexto sencillo de la cantante y seiyū japonesa Megumi Nakajima, y se presenta como el sexto que no es representado por un personaje de anime lanzado al mercado el día 2 de febrero del año 2012.

## Detalles
Este sencillo contiene las canciones de inicio y cierre de la serie Rinne no Lagrange que es producida por el estudio Xebec y dirigida por Toshimasa Suzuki, la canción de apertura fue compuesta por Rasmus Faber, un DJ sueco conocido por trabajos musicales tales como Platina Jazz. Del mismo modo la canción de cierre «Hello!» fue producida y arreglada por el compositor y letrista Kitagawa Katsutoshi, miembro de la banda Round Table. 
Este sencillo fue presentado en dos formatos; normal y limitado, este último incluye un DVD con el video musical de la canción TRY UNITE!, el cual fue promocionado por el canal de flyingDOG en Youtube el 20 de diciembre de 2011 con el nombre de TRY UNITE！／中島 愛（1 chorus.ver）.
Finalmente se incluyó una versión de TRY UNITE! con un estilo balada, además de la canción «Pumpkin cake».

## Lista de canciones (VTCL-35124)
| N.º | Título                             | Letras              | Música              | Arreglos            | Duración |  |
| 1.  | «TRY UNITE！»                      | Saeki Kenzo         | Rasmus Faber        | Rasmus Faber        | 4:21     |  |
| 2.  | «Hello!»                           | Kitagawa Katsutoshi | Kitagawa Katsutoshi | Kitagawa Katsutoshi | 4:39     |  |
| 3.  | «TRY UNITE! -Rasmeg Duo-»          | Saeki Kenzo         | Rasmus Faber        | Rasmus Faber        | 3:41     |  |
| 4.  | «Pumpkin cake (パンプキンケーキ?)» | Kana Yabuki         | Kana Yabuki         | Suzuki Tomofumi     | 4:21     |  |
| 5.  | «TRY UNITE! -Instrumental-»        |                     | Rasmus Faber        | Rasmus Faber        | 4:21     |  |
| 6.  | «Hello! -Instrumental-»            |                     | Katsutoshi Kitagawa | Katsutoshi Kitagawa | 4:36     |  |